# Rennell Rodd (1er baron Rennell)
Pour les articles homonymes, voir Rodd.
James Rennell Rodd (9 novembre 1858 - 26 juillet 1941) est un diplomate britannique, poète et homme politique. Il est ambassadeur britannique en Italie pendant la Première Guerre mondiale.

## Jeunesse
Rodd est né à Londres le 9 novembre 1858. Il est le fils unique du major James Rennell Rodd (1812–1892) de l'infanterie légère du duc de Cornouailles, et de son épouse Elizabeth Anne Thomson, la troisième fille d'Anthony Todd Thomson (en). Ses grands-parents paternels sont l'amiral John Tremayne Rodd et Jane Rennell, fille du géographe James Rennell.
Rodd fait ses études au Haileybury et au Balliol College, à Oxford, où il est associé au cercle d'Oscar Wilde. En 1880, il remporte le prix Newdigate pour Raleigh. Wilde aide ensuite Rodd à obtenir la publication de son premier livre de vers, Rose Leaf and Apple Leaf, pour lequel Wilde fournit une introduction . Alors que Wilde commence à  scandaliser dans sa carrière publique, leur amitié s'est refroidie .

## Carrière
Il entre au service diplomatique britannique en 1883 et occupe des postes mineurs dans les ambassades à Berlin, Rome, Athènes et Paris. De 1894 à 1902, Rodd travaille avec le consul général d'Égypte, Lord Cromer. Il joue un rôle important dans la négociation du traité anglo-éthiopien de 1897 avec l'empereur Menelik II d'Ethiopie. À la fin de 1901, il est nommé premier secrétaire de l'ambassade de Rome, où il arrive en 1902, et reste pendant les deux années suivantes.
En 1904, Rodd est nommé ministre plénipotentiaire en Suède - et jusqu'en novembre 1905, en Norvège - mais n'arrive que le 17 janvier 1905. Il joue un rôle actif et neutre dans la dissolution de l'union entre la Norvège et la Suède, pour laquelle il est récompensé de la Grand Croix de l'Ordre de l'Étoile Polaire par le roi Oscar II. Après la sécession, il reste ministre en Suède jusqu'en 1908.
En 1908, il est nommé ambassadeur en Italie. Il reste à ce poste jusqu'en 1919 et joue un rôle clé dans l'adhésion de l'Italie à la Triple-Entente. Rodd quitte le service diplomatique en 1919, mais effectue néanmoins une mission en Égypte en 1920, avec Alfred Milner. Rodd est le délégué britannique à la Société des Nations de 1921 à 1923. Il siège comme député unioniste de la circonscription de St Marylebone entre 1928 et 1932 .
Outre ses services diplomatiques, Rodd est également un poète et un érudit de la Grèce antique et de Rome . Il publie ses mémoires, intitulés Mémoires sociales et diplomatiques, en trois volumes entre 1922 et 1925. Ses journaux sont publiés en 1981 par Torsten Burgman et édités par Victor Lal en 2005 .
Rodd est nommé Compagnon de l'Ordre du Bain (CB) en 1897, Chevalier Commandeur de l'Ordre de Saint-Michel et Saint-George (KCMG) en 1899, Chevalier Grand-Croix de l'Ordre royal de Victoria (GCVO) en 1905, Chevalier Grand-Croix de l'Ordre de Saint-Michel et Saint-Georges (GCMG) en 1915, et Chevalier Grand-Croix de l'Ordre du Bain (GCB) dans les honneurs du Nouvel An 1920. Il est nommé au Conseil privé en 1908 et, en 1933, il est élevé à la pairie comme baron Rennell, de Rodd dans le comté de Hereford.

## Vie privée
Le 27 octobre 1894, Rennell Rodd épouse Lilias Georgina Guthrie (1864–1951) à l'église St George's Hanover Square. Elle est la quatrième fille de James Alexander Guthrie, 4e baron de Craigie et d'Elinor Stirling (une fille de James Stirling, Gouverneur d'Australie-Occidentale de 1834 à 1838). La sœur de Lilias, Rose Ellinor Guthrie, est l'épouse de Cecil Edward Bingham (un fils cadet de George Bingham (4e comte de Lucan)). Ils ont quatre fils et deux filles, dont:
- Francis Rodd (2e baron Rennell) (1895–1978), qui épouse Mary Constance Vivian Smith, fille de Vivian Smith (1er baron Bicester).
- Evelyn Violet Elizabeth Rodd (1899-1980), qui est une femme politique du parti conservateur et est créée pair à vie en tant que baronne Emmet d'Amberley en 1965.
- Gloria Rodd (1901-1975), qui épouse le peintre Simon Elwes (en)
- Peter Murray Rennell Rodd (1904-1968), qui épouse Nancy Mitford, fille de David Freeman-Mitford (2e baron Redesdale) et l'une des célèbres sœurs Mitford.
- Gustaf Guthrie Rennell Rodd (né en 1905), qui épouse Yvonne Mary Marling, la plus jeune fille du diplomate Charles Murray Marling.

Lord Rennell meurt en juillet 1941, à l'âge de 82 ans. Sa veuve meurt le 20 septembre 1951.